# Sergy (Ain)
Sergy egy település Franciaországban, Ain megyében. Lakosainak száma 2279 fő (2022. január 1.). Sergy Crozet, Lélex, Saint-Genis-Pouilly és Thoiry községekkel határos.

## Népesség
A település népessége az elmúlt években az alábbi módon változott:
| Lakosok száma | 297  | 946  | 1201 | 1517 | 2028 | 2015 | 2084 | 2167 | 2209 | 2279 |
|               | 1968 | 1982 | 1990 | 2006 | 2013 | 2015 | 2017 | 2019 | 2020 | 2022 |